# اندیس چالان چولان
چالان چولان یک اندیس غیرفلزی است که در حوالی شهر بروجرد استان لرستان قرار دارد و مادهٔ معدنی موجود در آن، میکا است.  